# Llamas SA
Llamas SA fou una empresa catalana de fabricació i litografia d'envasos de llauna.

## Història
Fundada el 1923 per Ginés Llamas Martínez i el propietari de les firmes Servus i Kaol, Josep Vila i Ball-llebrera, sota la denominació Artes Metalgráficas Hispano Lubszynski. A partir de 1956 canvià de nom pel de Artes Metalgráficas Ginés Llamas i, uns anys més tard, simplement Llamas SA. L'empresa, de caràcter familiar, dedicada a la fabricació i litografia d'envasos de llauna, tenia la fàbrica al carrer de Vila i Vall-llebrera, al barri de Coll i Pujol de Badalona. Un dels seus propietaris fou el net del fundador, Genís Llamas i Llobet, jugador i president del Club Joventut Badalona.
L'any 2002, l'empresa va decidir traslladar-se a Celrà. En aquell moment produïa tant envasos de llauna com de plàstic. Poc després, el 2005 començà a tenir problemes econòmics i laborals, pel que presentà concurs de creditors i dos anys més tard, poc abans d'acabar tancada, va ser adquirida pel grup inversor radicat a Madrid Nagas Partners, especialitzat en reestructuració d'empreses, que va suposar l'acomiadament de vuitanta treballadors. El 2009 fou adquirida pel grup mexicà Zapata, un dels majors fabricants d'envasos de l'Amèrica Llatina, que ja havia fet una oferta anteriorment, i que suposà també la fusió amb un fabricant d'aerosols de Manlleu. Malgrat els canvis, el 2011 Zapata començà a negociar una reducció de plantilla i, finalment, el 2012 presentà un expedient de regulació d'ocupació i va tancar la fàbrica.